# Арси (коммуна)
Арси́ (фр. Harcy) — коммуна во Франции, находится в регионе Шампань — Арденны. Департамент — Арденны. Входит в состав кантона Ранве. Округ коммуны — Шарлевиль-Мезьер.
Код INSEE коммуны — 08212.
Коммуна расположена приблизительно в 195 км к северо-востоку от Парижа, в 100 км севернее Шалон-ан-Шампани, в 14 км к северо-западу от Шарлевиль-Мезьера. На северо-востоке коммуны находится водохранилище Вьей-Форж.

## Население
Население коммуны на 2008 год составляло 503 человека.
| 1962 | 1968 | 1975 | 1982 | 1990 | 1999 | 2008 |
| ---- | ---- | ---- | ---- | ---- | ---- | ---- |
| 393  | 402  | 403  | 419  | 447  | 459  | 503  |

## Администрация
| Период | Период | Фамилия     | Партия | Должность |
| ------ | ------ | ----------- | ------ | --------- |
| 1995   | 2001   | Юбер Лаюр   |        |           |
| 2001   |        | Жоэль Ришар |        |           |

## Экономика
В 2007 году среди 328 человек в трудоспособном возрасте (15—64 лет) 231 были экономически активными, 97 — неактивными (показатель активности — 70,4 %, в 1999 году было 67,4 %). Из 231 активных работали 203 человека (111 мужчин и 92 женщины), безработных было 28 (12 мужчин и 16 женщин). Среди 97 неактивных 24 человека были учениками или студентами, 33 — пенсионерами, 40 были неактивными по другим причинам.

## Достопримечательности
- Церковь Сен-Мартен
- Замок Арси
- Фонтан Сен-Меан

## Фотогалерея

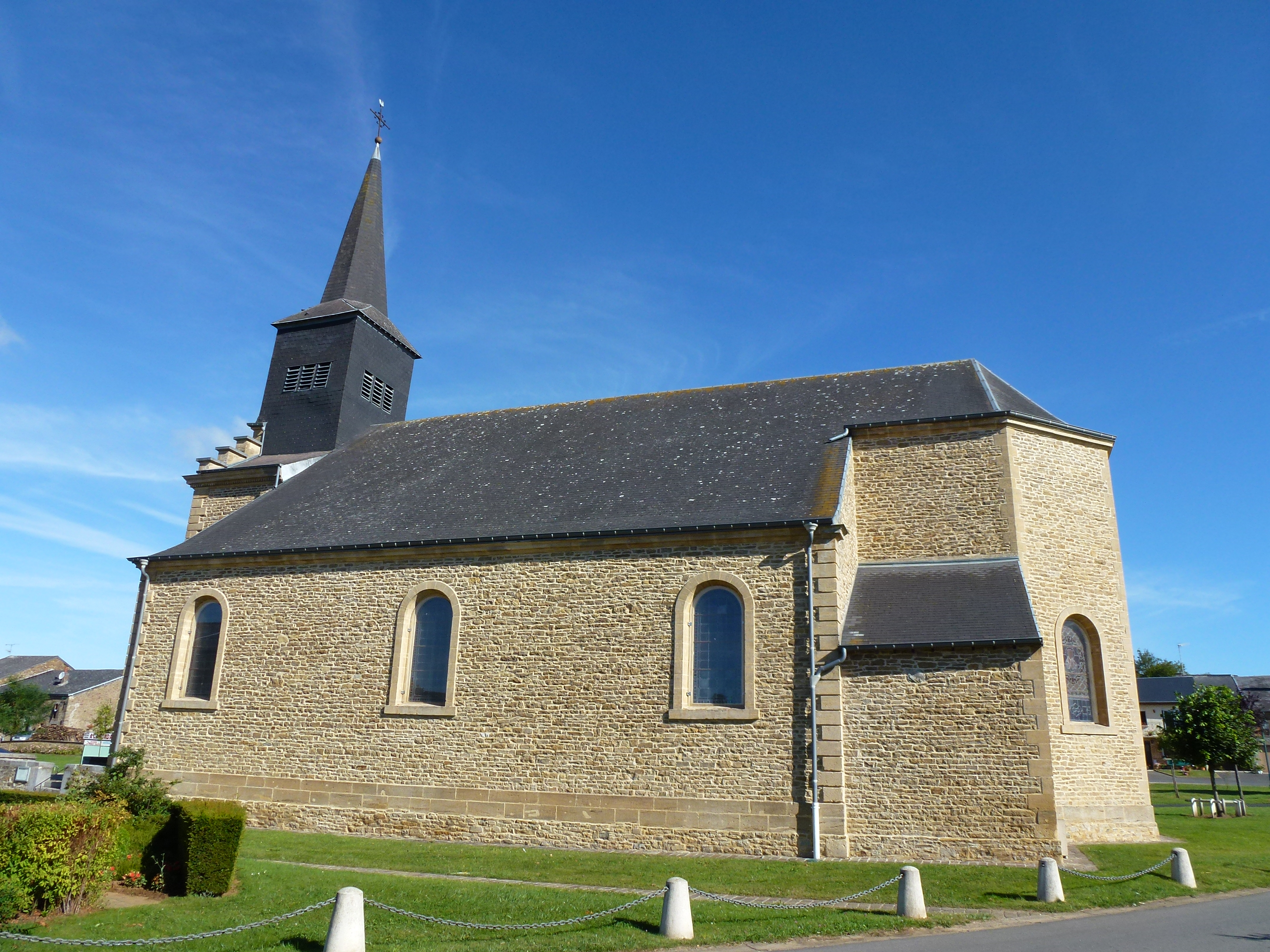
Церковь Сен-Мартен
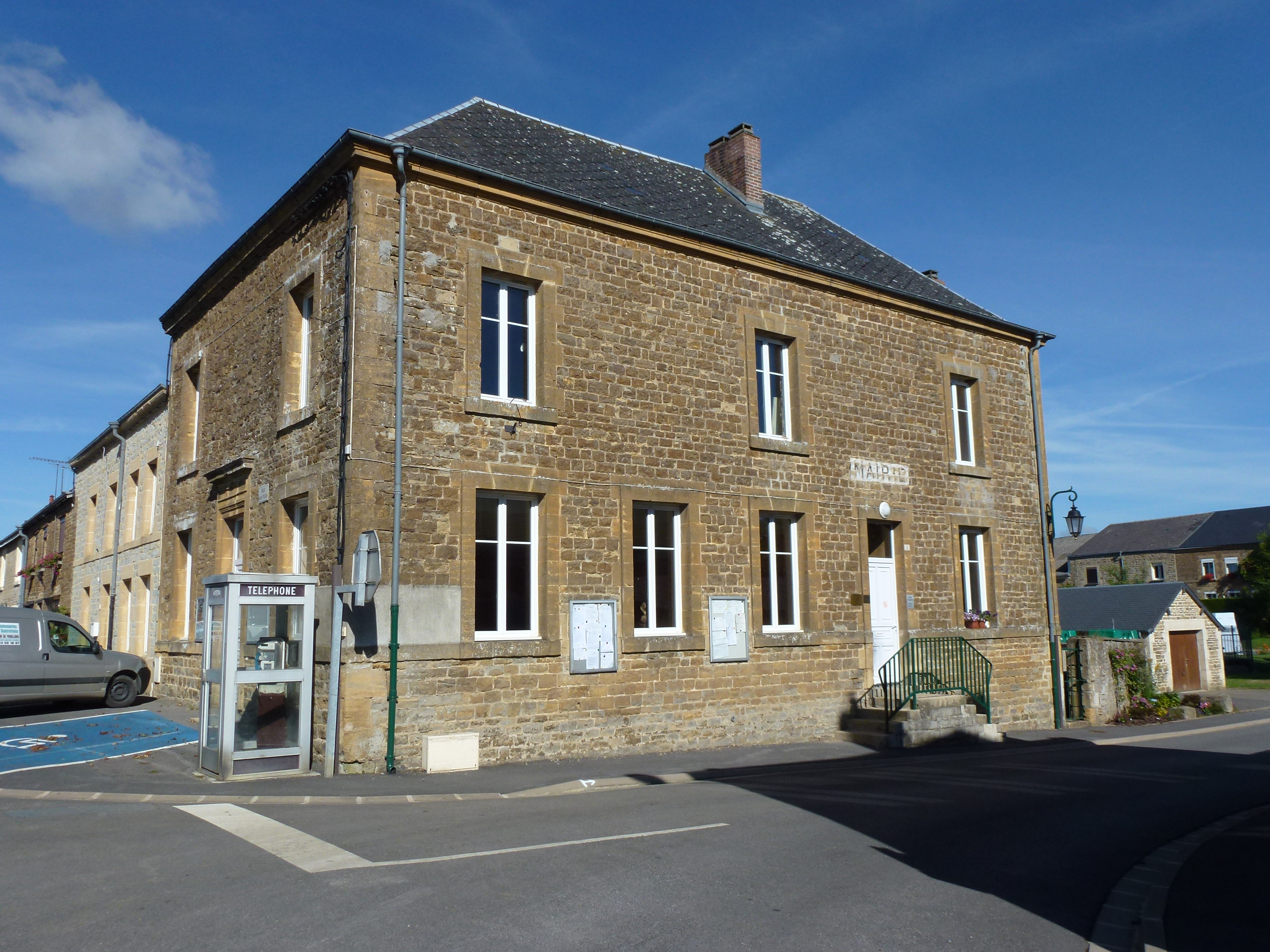
Мэрия
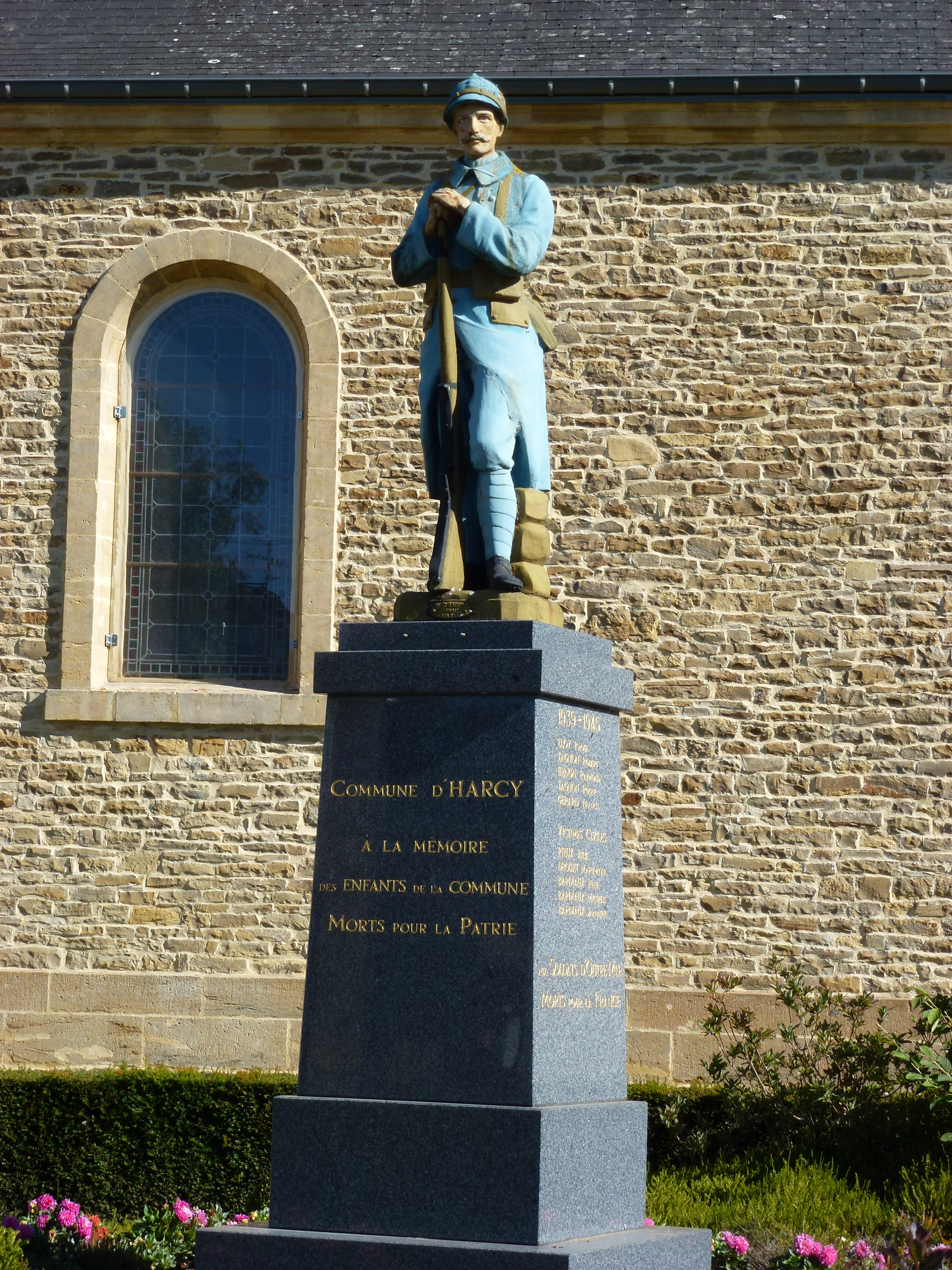
Памятник погибшим в Первой мировой войне
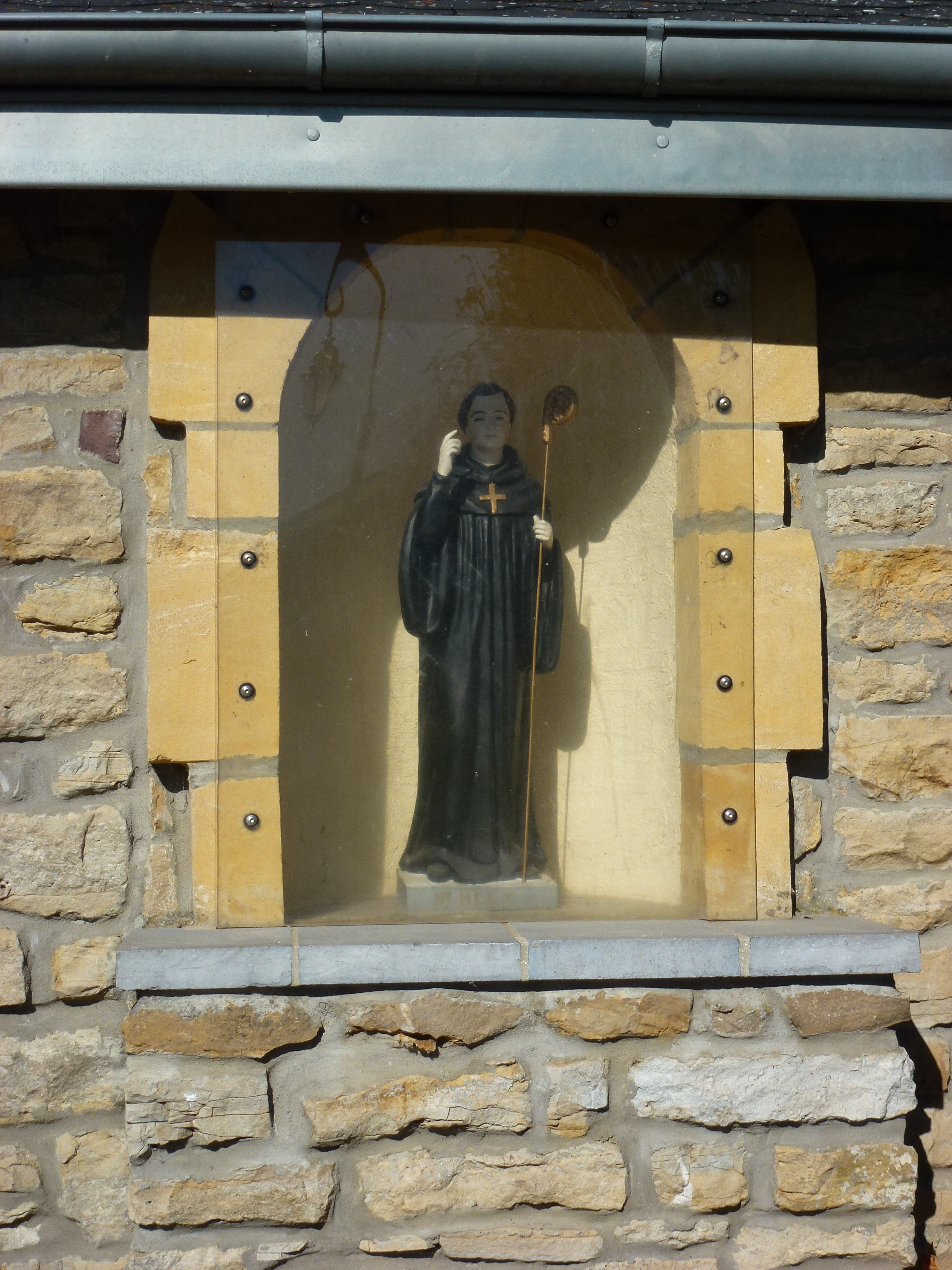
Ниша-ораторий